# Ikschidider

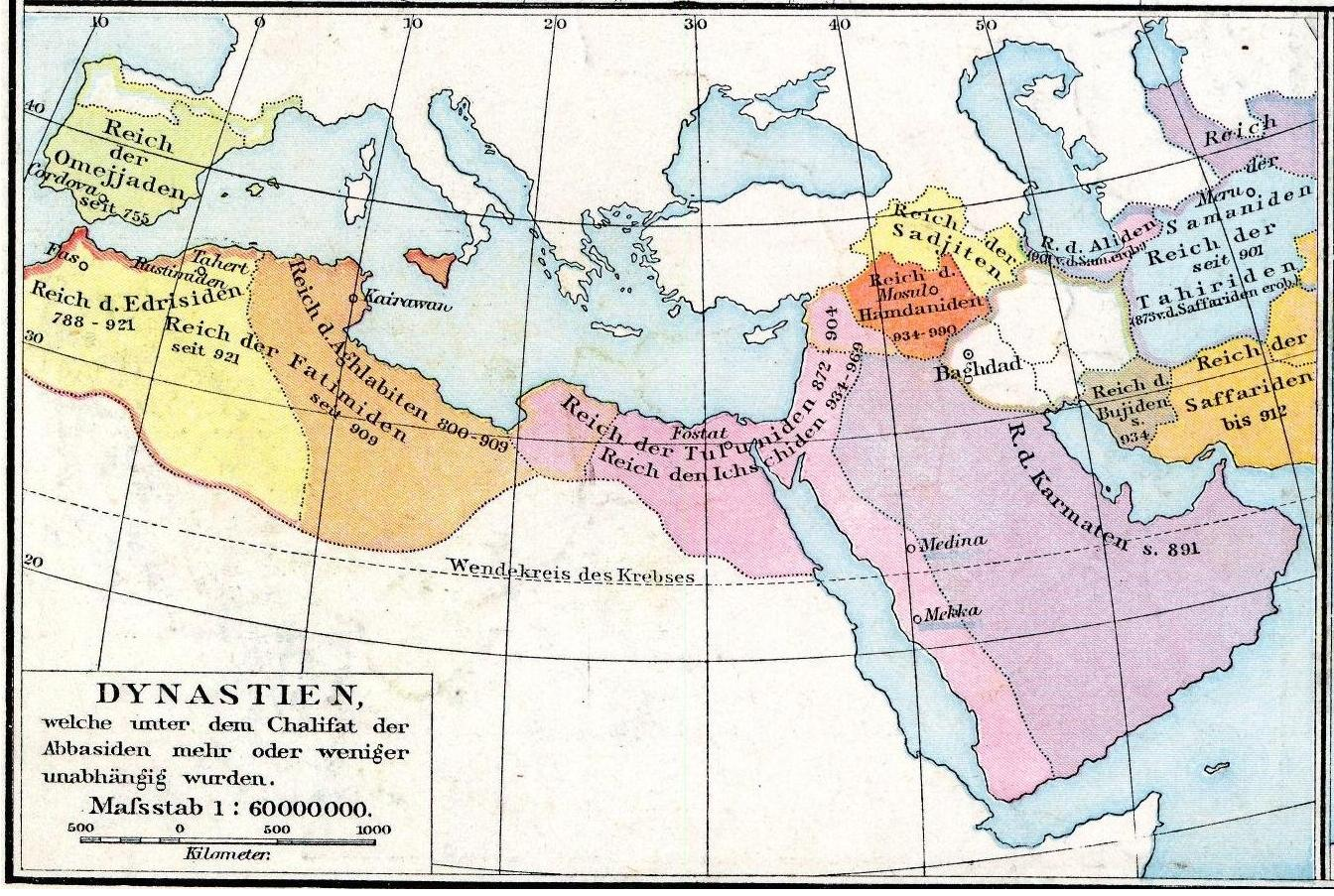
Fragmentation of the Abbasid Caliphate

Ikschididerna var en muslimsk dynasti som härskade i Egypten från 933 till 969.
Muhammed el-Ikschid gjordes 933 till ståthållare av Syrien och Egypten av den dåvarande abbasidiske kalifen. Han gjorde landet oberoende från kalifatet 935 och hans ätt härskade där fram till 969 då fatimiderna erövrade landet.